# Światowa Federacja Brydża
Światowa Federacja Brydża, ang. World Bridge Federation, międzynarodowa organizacja sportowa, zajmująca się brydżem.
Została założona w sierpniu 1958 przez przedstawicieli państw europejskich, południowoamerykańskich oraz USA. Postawiła sobie za zadanie następujące cele:
- popularyzacja i rozwój brydża na świecie,
- koordynacja wszelkich działań związanych z wprowadzaniem i aktualizacją prawa brydżowego,
- organizacja mistrzostw świata,
- prowadzenie światowych list rankingowych.

Federacja wydaje organ „World Bridge News” oraz gromadzi archiwum na temat brydża na świecie.
Prezesami federacji byli:
- 1958–1964 baron Robert de Nexon (Francja)
- 1964–1968 Charles J. Solomon (USA)
- 1968–1970 hrabia Carl Bonde (Szwecja)
- 1970–1976 Julius Rosenblum (USA)
- 1976–1986 Jaime Ortiz-Patino (Szwajcaria)
- 1988–1991 Denis Howard (Australia)
- 1991–1992 Ernesto D'Orsi (Brazylia)
- 1992–1994 Bobby Wolff (USA)
- 1994–2010 José Damiani (Francja)
- 2010–2022 Gianarrigo Rona (Włochy)
- od 2023 Jan Kamras (Szwecja)[1]